# Sublette (Kansas)
Sublette é uma cidade localizada no estado americano de Kansas, no Condado de Haskell.

## Demografia
Segundo o censo americano de 2000, a sua população era de 1592 habitantes.
Em 2006, foi estimada uma população de 1561, um decréscimo de 31 (-1.9%).

## Geografia
De acordo com o United States Census Bureau tem uma área de
2,4 km², dos quais 2,4 km² cobertos por terra e 0,0 km² cobertos por água. Sublette localiza-se a aproximadamente 888 m acima do nível do mar.

## Localidades na vizinhança
O diagrama seguinte representa as localidades num raio de 36 km ao redor de Sublette.